# Mouhoub Ghazouani
Mouhoub Ghazouani (arab. ‏موهوب الغزواني‎, ur. w 1946 w Casablance) – były marokański piłkarz grający na pozycji napastnika.

## Kariera klubowa
Mouhoub Ghazouani podczas kariery piłkarskiej występował w klubie FAR Rabat.

## Kariera reprezentacyjna
W reprezentacji Maroka Mouhoub Ghazouani grał w latach sześćdziesiątych i siedemdziesiątych.
W 1970 roku uczestniczył w Mistrzostwach Świata 1970.
Na Mundialu w Meksyku wystąpił we wszystkich trzech meczach Maroka z RFN, Peru i Bułgarią. W 61 min. meczu z Bułgarią zdobył wyrównującą bramkę na 1-1.
W 1972 roku uczestniczył w Igrzyskach Olimpijskich w Monachium. Na Igrzyskach wystąpił w pięciu meczach Maroka, w tym przegranym 0-5 z Polską.